# Irantzu Castrillo
Irantzu Castrillo Sainz de Murieta, conosciuta come Irantzu (Bilbao, 9 luglio 1985), è un'ex calciatrice spagnola di origini basche, di ruolo centrocampista.

## Palmarès

### Competizioni nazionali
- Campionato spagnolo: 3

Athletic Bilbao: 2002-2003, 2003-2004, 2004-2005